# 静岡市立大里西小学校
静岡市立大里西小学校（しずおかしりつ おおざとにししょうがっこう）は、静岡県静岡市駿河区中原にある公立小学校。

## 沿革
- 1873年（明治6年）4月21日 - 玉泉寺に「豐秋黌」開校[1]。
- 1880年（明治13年）12月 - 「中原尋常小学校」と改称[1]。
- 1889年（明治22年）4月 - 「大里尋常小学校」と改称[1]。
- 1898年（明治31年）4月 - 「大里西尋常小学校」と改称[1]。
- 1929年（昭和4年）3月 - 大里村が静岡市に編入され、「静岡大里西尋常小学校」と改称[1]。
- 1941年（昭和16年）4月 - 学校令改正により「静岡市大里西国民学校」と改称[1]。
- 1947年（昭和22年）4月1日 - 学校改革により「静岡市立大里西小学校」と改称。
- 1952年（昭和27年）10月 - 校旗制定、創立80周年記念式典。
- 1960年（昭和35年）6月-火災により普通教室、作業室を焼失する。
- 1964年（昭和39年）9月‐全学級にテレビを設置する。
- 1966年（昭和41年）7月-プールが完成する。
- 1974年（昭和49年）10月10日 - 創立100周年式典。
- 1976年（昭和51年）6月‐木造校舎を撤去する。
- 1981年（昭和56年）1月-鉄棒・肋木・ブランコを新設する。

## 通学区域
駿河区

| - 新川二丁目 - 津島町 - 中野新田 - 中原 | - 中村町 - 西中原一丁目・二丁目 - 見瀬 - 緑が丘町 |

## アクセス
- しずてつジャストライン中原池ヶ谷線 「中野新田」停留所から、徒歩8分
- しずてつジャストライン大浜麻機線 「馬渕四丁目」停留所から、徒歩9分

## 著名な出身者
- 北川航也（プロサッカー選手）（清水エスパルス所属）
- 野村裕樹（プロ野球選手）　（くふうハヤテベンチャーズ静岡所属）